# Ministeri de l'Interior d'Espanya
El Ministeri de l'Interior d'Espanya és un dels departaments ministerials en els quals s'organitza l'Administració General de l'Estat, el titular del qual és el ministre o ministra de l'Interior.
L'actual titular és Fernando Grande-Marlaska Gómez.

## Història
El primer antecedent històric al Ministeri de l'Interior a Espanya és la Secretaria de Despatx de Justícia, Govern Polític i Hisenda d'Espanya i Índies creada pel rei Felip V el 1717. El 1720 es va reformar i es va denominar Secretaria del Despatx de Justícia i Govern Polític. Aquesta situació es va mantenir fins al bienni de 1754 i 1755.
Durant l'ocupació napoleònica, el rei Josep I, a imitació del model francès, va crear el 1809 el Ministeri de l'Interior a través de l'Estatut de Baiona. Quan es va aprovar la Constitució de Cadis, el 1812, les Corts van adoptar la mateixa decisió però fugint de la terminologia francesa van crear la Secretaria del Despatx de la Governació del Regne i Illes adjacents i la Secretaria del Despatx de la Governació del Regne per Ultramar. Oficialment, el Ministeri de l'Interior es considera fundat el 1812 a partir de l'òrgan creat per les Corts de Cadis.
Quan Ferran VII retornà a Espanya va suprimir els dos departaments el 1814 que van ser restaurats durant el Trienni Liberal (1820-23) i suprimits de nou quan aquest va finalitzar. El 1823 va sorgir un únic Ministeri de l'Interior que va durar només uns mesos. Dins la Governació s'incloïen les competències sobre l'Administració local, propis i arbitris, hospicis, sanitat, obres públiques, agricultura, indústria i educació.
El 1830, rel rei Ferran VII va crear el Ministeri de Foment a través d'un decret que no va entrar en vigor fins al 1832. La denominació va ser escollida per evitar el noms d'Interior i Governació perquè recordaven l'ocupació francesa i als liberals de Cadis respectivament. El nou departament es va convertir en l'instrument principal de la reforma administrativa a Espanya durant el segle xix. Entre les seves competències hi havia les del govern interior, tots els assumptes vinculats a Gràcia i Justícia, polícia urbana i rústica, seguretat pública, presons, cases de correcció i presidis, a més d'altres relacionades amb l'agricultura, la indústria, el comerç, obres públiques, impremtes, premsa, arxius i museus.
Entre 1834 i 1835 es va recuperar la denominació de Ministeri de l'Interior. El 1835 es passa a denominar Ministeri de la Governació del Regne. El 1847 el departament es desprèn dels afers relacionats amb obres públiques, econòmics i culturals i va mentenir les atribucions vinculades amb l'ordre públic, l'organització municipal i provincial, sanitat, correus i telègrafs i va incorporar el Negociat d'Ultramar. A la segona meitat del segle xix i els primers anys del xx, successives reformes van anar modificant les atribucions del departament ministerial.
Durant la Segona República, el 1932, s'inclouen tots els organismes i serveis de la Guàrdia Civil entre les competències del Ministeri de la Governació. El 1933, els serveis de Sanitat i Beneficència van passar al Ministeri de Treball, Sanitat i Previsió.
En plena Guerra civil, les reorganitzacions ministerials del Govern de la República no van afectar el Ministeri de la Governació. Per la seva banda, la Junta de Defensa Nacional va crear el 1936 els ministeris de l'Interior i d'Ordre Públic i el 1938 els va fusionar al Ministeri de la Governació. Més endavant, durant la dictadura franquista, diferents competències desapareixen del departament per ser assumides per nous ministeris. El 1959 es va crear la Prefectura Central de Trànsit.
El 1977, durant el mandat del president del Govern, Adolfo Suárez, es reestructura l'Administració General de l'Estat: es crea el Ministeri de l'Interior que assumeix la tasca del Ministeri de la Governació i moltes de les competències que fins al moment desenvolupava aquest són transferides a nous departaments com els de Sanitat i Seguretat Social i Transports i Comunicacions. Aquesta denominació s'ha mantingut fins avui, amb l'excepció dels anys 1994 i 1996 quan Felipe González el suprimeix per crear el Ministeri de Justícia i Interior i és recuperat de nou durant el mandat de José María Aznar.
Segons revelà el documental Las cloacas de Interior, existeix des de fa anys una estructura formada per: l'Oficina Siniestra (una oficina que elabora informes falsos contra els adversaris polítics i policies que s'envien als mitjans de comunicació espanyols), el comissari del Cos Nacional de Policia José Manuel Villarejo i la Brigada política, una policia política que "consta d'una sèrie de comandaments policials de la confiança del ministre" Jorge Fernández Díaz. L'operació Catalunya s'inicia després de la manifestació de l'11 de setembre del 2012 amb el lema «Catalunya, nou estat d'Europa», en la que un milió i mig de persones es manifesten pels carrers de Barcelona a favor del dret a decidir, a partir d'una reunió mantinguda el 26 d'octubre de 2012 entre el comissari José Manuel Villarejo, la secretaria general del Partit Popular i presidenta de Castella-la Manxa, María Dolores de Cospedal, i Ignacio López del Hierro. Mariano Rajoy, el president del govern, era coneixedor de les maniobres de les clavegueres de l'Estat contra els seus enemics polítics. Segons detalla el jutge de l'Audiència Nacional Santiago Pedraz en un informe remès per la Unitat d'Afers Interns del Cos Nacional de Policia, el govern del de Mariano Rajoy va emprar els recursos de les clavegueres de l'Estat al servei del Ministeri de l'Interior per practicar la guerra bruta filtrar als mitjans de comunicació i desprestigiar davant l'opinió pública el partit polític. La brigada política del Ministeri de l'Interior va efectuar centenars de cerques d'almenys 55 dels 69 diputats del partit entre el 2015 i el 2016 per trobar qualsevol dada que pogués perjudicar o incriminar els representants de Podem.

## Funcions
Correspon al Ministeri de l'Interior:
- Proposar i executar la política del Govern d'Espanya en matèria de seguretat ciutadana, trànsit i seguretat viària,
- Promoció de les condicions per l'exercici dels drets fonamentals
- Exercici del comandament de les forces i cossos de seguretat de l'Estat

Les funcions del Ministeri de l'Interior són:
- La preparació i execució de la política del Govern en relació amb l'administració general de la seguretat ciutadana.
- La promoció de les condicions per a l'exercici dels drets fonamentals, especialment en relació amb la llibertat i seguretat personal, en els termes establerts en la Constitució Espanyola i en les lleis que els desenvolupin.
- El comandament superior, la direcció i coordinació de les Forces i Cossos de Seguretat de l'Estat.
- El control de les empreses i el personal de seguretat privada.
- L'exercici de les competències que, en l'àmbit policial, li atribueix la legislació vigent en matèria d'estrangeria.
- El règim d'asil, refugi, règim d'apàtrides i protecció a desplaçats.
- L'administració i règim de les institucions penitenciàries, entre les quals hi ha els vuit Centre d'internament d'estrangers de l'estat espanyol.[10]
- La realització de les actuacions necessàries per al desenvolupament dels processos electorals.
- L'exercici de les competències legalment atribuïdes sobre protecció Civil.
- L'administració general de la policia de circulació i de la seguretat viària.

Al Ministre de l'Interior, com a titular del departament, li correspon: 
- La iniciativa, planificació, direcció i inspecció de tots els serveis del ministeri.
- El comandament superior de les Forces i Cossos de Seguretat de l'Estat.
- Les funcions assenyalades a l'article 12 de la Llei 6/1997, de 14 d'abril, d'Organització i Funcionament de l'Administració General de l'Estat, així com les que li siguin atribuïdes per altres lleis o normes especials.

## Estructura
El Ministeri de l'Interior s'estructura en els següents òrgans superiors i directius:
- Secretaria d'Estat de Seguretat, de la qual depenen els següents òrgans directius:
  - Direcció General de la Policia
  - Direcció General de la Guàrdia Civil
  - Secretaria General d'Institucions Penitenciàries
  - Direcció General de Relacions Internacionals i Estrangeria
- Subsecretaria d'Interior, de la qual depenen els següents òrgans directius:
  - Secretaria General Tècnica
  - Direcció General de Política Interior
  - Direcció General de Tràfic
  - Direcció General de Protecció Civil i Emergències
  - Direcció General de Suport a Víctimes del Terrorisme

## Llista de ministres
| #  | Legislatura | Nom                    | Nom                            | Inici mandat           | Fi mandat              | Partit polític            | Partit polític                   |
| -- | ----------- | ---------------------- | ------------------------------ | ---------------------- | ---------------------- | ------------------------- | -------------------------------- |
| 1  | Constituent |                        | Rodolfo Martín Villa           | 4 de juliol de 1977    | 5 d'abril de 1979      |                           | Unió de Centre Democràtic        |
| 2  | I           |                        | Antonio Ibáñez Freire          | 5 d'abril de 1979      | 2 de maig de 1982      | Militar                   |                                  |
| 3  | I           |                        | Juan José Rosón Pérez          | 2 de maig de 1982      | 2 de desembre de 1982  | Unió de Centre Democràtic |                                  |
| 4  | II          |                        | José Barrionuevo Peña          | 2 de desembre de 1982  | 25 de juliol de 1986   |                           | Partit Socialista Obrer Espanyol |
| 4  | III         | 2 de desembre de 1982  | José Barrionuevo Peña          | 25 de juliol de 1986   |                        |                           | Partit Socialista Obrer Espanyol |
| 5  | III         |                        | José Luis Corcuera Cuesta      | 11 de juliol de 1988   | 6 de desembre de 1989  |                           | Partit Socialista Obrer Espanyol |
| 5  | IV          | 6 de desembre de 1989  | José Luis Corcuera Cuesta      | 13 de juliol de 1993   |                        |                           | Partit Socialista Obrer Espanyol |
| 5  | V           | 13 de juliol de 1993   | José Luis Corcuera Cuesta      | 24 de novembre de 1993 |                        |                           | Partit Socialista Obrer Espanyol |
| 6  | V           |                        | Antoni Asunción Hernández      | 24 de novembre de 1993 | 5 de maig de 1994      |                           | Partit Socialista Obrer Espanyol |
| 7  | V           |                        | Juan Alberto Belloch Julbe     | 5 de maig de 1994      | 4 de maig de 1996      |                           | Partit Socialista Obrer Espanyol |
| 8  | VI          |                        | Jaime Mayor Oreja              | 4 de maig de 1996      | 27 d'abril de 2000     |                           | Partit Popular                   |
| 8  | VII         | 27 d'abril de 2000     | Jaime Mayor Oreja              | 27 de febrer de 2001   |                        |                           | Partit Popular                   |
| 9  | VII         |                        | Mariano Rajoy Brey             | 27 de febrer de 2001   | 9 de juliol de 2002    |                           | Partit Popular                   |
| 10 | VII         |                        | Ángel Acebes Paniagua          | 9 de juliol de 2002    | 17 d'abril de 2004     |                           | Partit Popular                   |
| 11 | VIII        |                        | José Antonio Alonso Suárez     | 17 d'abril de 2004     | 11 d'abril de 2006     |                           | Partit Socialista Obrer Espanyol |
| 12 | VIII        |                        | Alfredo Pérez Rubalcaba        | 11 d'abril de 2006     | 14 d'abril de 2008     |                           | Partit Socialista Obrer Espanyol |
| 12 | IX          | 14 d'abril de 2008     | Alfredo Pérez Rubalcaba        | 11 de juliol de 2011   |                        |                           | Partit Socialista Obrer Espanyol |
| 13 | IX          |                        | Antonio Camacho Vizcaíno       | 11 de juliol de 2011   | 22 de desembre de 2011 |                           | Partit Socialista Obrer Espanyol |
| 14 | X           |                        | Jorge Fernández Díaz           | 22 de desembre de 2011 | 21 de desembre de 2015 |                           | Partit Popular                   |
| 14 | XI          | 22 de desembre de 2015 | Jorge Fernández Díaz           | 3 de novembre de 2016  |                        |                           | Partit Popular                   |
| 15 | XII         |                        | Juan Ignacio Zoido Álvarez     | 4 de novembre de 2016  | 7 de juny de 2018      |                           | Partit Popular                   |
| 16 | XII         |                        | Fernando Grande-Marlaska Gómez | 7 de juny de 2018      | 21 de maig de 2019     |                           | Partit Socialista Obrer Espanyol |
| 16 | XIII        | 21 de maig de 2019     | Fernando Grande-Marlaska Gómez | 2 de desembre de 2019  |                        |                           | Partit Socialista Obrer Espanyol |
| 16 | XIV         | 3 de desembre de 2019  | Fernando Grande-Marlaska Gómez | En el càrrec           |                        |                           | Partit Socialista Obrer Espanyol |